# Assim Caminha a Humanidade?
"Assim Caminha a Humanidade?" é uma canção da banda brasileira de rock Resgate, de seu álbum Pretérito Imperfeito, mais que Perfeito, lançado em julho de 2011. Divulgada como um single promocional, a faixa foi distribuída digitalmente.
Inicialmente gravada para o álbum Ainda não É o Último, de 2010, foi descartada do disco após uma discussão entre a banda. Na opinião dos integrantes, tinham músicas demais para o álbum, e uma precisava ser retirada. Zé Bruno defendeu que fosse "O Vesúvio", enquanto os demais optaram deixar "Assim Caminha a Humanidade?" de fora.
Em 2011, a banda resolveu lançar um álbum de grandes êxitos abrangendo toda a carreira. "Assim Caminha a Humanidade?" foi utilizada no disco, sendo a única faixa inédita do álbum, usada para a divulgação da coletânea.[carece de fontes?]
A letra de "Assim Caminha a Humanidade?" é uma reflexão acerca da dificuldade da humanidade em lidar com seus conflitos, também fazendo referências à períodos turbulentos na carreira do Resgate, como o desligamento de seus integrantes da Igreja Renascer em Cristo e o impacto na imprensa.

## Ficha técnica
- Zé Bruno - vocais, composição, guitarra
- Hamilton Gomes - guitarra
- Dudu Borges - órgão hammond, produção musical
- Marcelo Bassa - baixo
- Jorge Bruno - bateria